# Métro de Faro
Le métro de Faro est un projet de métro qui est prévu entre les villes de Faro et Olhão. Le métro de Faro sera un « métro de surface » qui reliera les zones commerciales, industrielles et les centres-villes des villes traversées et reliera aussi l'aéroport de Faro.

## Projet
Le projet d'un « métro de surface » dans l'Algarve est en 2007 un projet, en concurrence avec d'autres comme un réseau de bus, présent depuis déjà plusieurs années doit donner lieu à une étude des flux des voyageurs utilisant les transports publics, qui devrait être lancer en 2007 pour être achevée avant la fin du premier semestre 2008.
Le 15 novembre 2021, le programme des fonds européens du Portugal pour 2030, prévoit notamment la réalisation d'une ligne de chemin de fer, longue de 35 km à voie métrique, reliant : Faro - Aéroport - Université d'Algarve - Parque da Cidade Dona Sarah Kubitschek (pt) - Loulé - Olhão, qui est inclus dans un plan de décarbonisation et de sécurité routière du transport régional. Le choix de cette ligne s'appuie sur une région la densité d'habitants est importantes, que cela soit en zones urbaines et suburbaines, avec un nombre important de déplacements en voiture avec seulement le conducteur et également un flux de voyageurs en provenance ou à destination de l'aéroport. Il est prévu que ce projet mette du temps à ce concrétiser.